# العلاقات الإيطالية الكورية الشمالية
العلاقات الإيطالية الكورية الشمالية هي العلاقات الثنائية التي تجمع بين إيطاليا وكوريا الشمالية.

## مقارنة بين البلدين
هذه مقارنة عامة ومرجعية للدولتين:
| وجه المقارنة                                              | إيطاليا                                                  | كوريا الشمالية                        |
| --------------------------------------------------------- | -------------------------------------------------------- | ------------------------------------- |
| المساحة (كم2)                                             | 301.34 ألف                                               | 120.54 ألف                            |
| عدد السكان (نسمة)                                         | 60.60 مليون                                              | 25.49 مليون                           |
| الكثافة السكانية (ن./كم²)                                 | 201.1                                                    | 211.47                                |
| العاصمة                                                   | روما، فلورنسا، تورينو                                    | بيونغيانغ                             |
| اللغة الرسمية                                             | اللغة الإيطالية                                          | لغة كوريا الشمالية القياسية ‏          |
| العملة                                                    | يورو، ليرة إيطالية                                       | وون كوري شمالي                        |
| الناتج المحلي الإجمالي (بليون دولار)                      | 1.93 تريليون                                             |                                       |
| الناتج المحلي الإجمالي (تعادل القوة الشرائية) بليون دولار | 2.26 تريليون                                             |                                       |
| الناتج المحلي الإجمالي الاسمي للفرد دولار أمريكي          | 29.96 ألف                                                |                                       |
| الناتج المحلي الإجمالي للفرد دولار أمريكي                 | 35.46 ألف                                                |                                       |
| مؤشر التنمية البشرية                                      | 0.873                                                    |                                       |
| رمز المكالمات الدولي                                      | +39                                                      | +850                                  |
| رمز الإنترنت                                              | .it                                                      | .kp                                   |
| المنطقة الزمنية                                           | توقيت وسط أوروبا، ت ع م+01:00، ت ع م+02:00، أوروبا/روما ‏ | ت ع م+08:30، ت ع م+08:30، ت ع م+09:00 |

## منظمات دولية مشتركة
يشترك البلدان في عضوية مجموعة من المنظمات الدولية، منها:
| علم المنظمة | اسم المنظمة                                 | تاريخ انضمام إيطاليا | تاريخ انضمام كوريا الشمالية |
| ----------- | ------------------------------------------- | -------------------- | --------------------------- |
|             | منظمة الأمم المتحدة للتنمية الصناعية        | ?                    | ?                           |
|             | المنظمة العالمية للملكية الفكرية            | ?                    | ?                           |
|             | المنظمة العالمية للأرصاد الجوية             | ?                    | ?                           |
|             | منظمة السياحة العالمية                      | ?                    | ?                           |
|             | مؤتمر الأمم المتحدة للتجارة والتنمية        | ?                    | ?                           |
|             | الاتحاد البريدي العالمي                     | ?                    | ?                           |
|             | المنظمة البحرية الدولية                     | ?                    | ?                           |
|             | منظمة الطيران المدني الدولي                 | ?                    | ?                           |
|             | منظمة الصحة العالمية                        | ?                    | ?                           |
|             | يونسكو                                      | ?                    | 18 أكتوبر 1974              |
|             | الحركة الدولية للصليب الأحمر والهلال الأحمر | ?                    | ?                           |
|             | الاتحاد البرلماني الدولي                    | ?                    | ?                           |
|             | الصندوق الدولي للتنمية الزراعية             | ?                    | ?                           |
|             | الاتحاد الدولي للاتصالات                    | 1866                 | ?                           |
|             | الأمم المتحدة                               | 14 ديسمبر 1955       | 17 سبتمبر 1991              |
|             | المنظمة الهيدروغرافية الدولية               | ?                    | ?                           |
|             | منظمة الأغذية والزراعة                      | ?                    | ?                           |

## وصلات خارجية
- موقع وزارة الخارجية الإيطالية
- موقع وزارة الخارجية الكورية الشمالية